# Von Saldern
von Saldern är en gammal adelssläkt med ursprung från Hildesheim och Braunschweiger Land i Tyskland.
Enligt sägnen kom släktens stammfader Sieghard de Rosis till det dåvarande Germanien år 718 tillsammans med ärkebiskopen Bonifatius från Rom. Det första omnämnandet av familjen är från Hildesheim, år 1102 i Chronicon coenobii Sancti Michaelis. Från 1161 finns en Thidericius de Saldere omnämnd. Från år 1226 finns noteringar om en riddare Burchard von Salder, som brukar anses som släktens egentliga anfader. Från år 1299–1332 finns en Johann von Salder omnämnd.
Familjen har fått fram många betydande personligheter  som var generaler, biskopar, politiker, statsminister, ambassadörer, vetenskapsmän, universitetsprofessorer, lantbrukare.